# Пука (місто)
Пука (алб. Pukë) — невелике місто на півночі Албанії, у якому проживають 3607 жителів (станом на 2011). Головне місто округу Пука. Назва міста походить від латинського via publica (громадська дорога).
Пука знаходиться у гірському районі на півночі Албанії у більш ніж 800 метрів над рівнем моря. Стародавні торговельні маршрути у цьому районі використовувались протягом тисячоліть, знаходяться руїни старовинної фортеці Леки Дукаджині. У стародавні часи Пуку називали Epicaria, яка була заснована іллірійцями. Давнє поселення знаходиться у чотирьох кілометрах на південь.
У місті працював відомий албанський поет Міджені, тут знаходиться музей, присвячений його життю.
Економіка міста сильно спирається на сільське господарство.